# 163 (číslo)
Sto šedesát tři je přirozené číslo, které následuje po čísle sto šededesát dva a předchází číslu sto šedesát čtyři. Římskými číslicemi se zapisuje CLXIII. Stošedesátým třetím dnem kalendářního roku je 12. červen (v přestupném roce 11. červen).

## Chemie
- 163 je nukleonové číslo třetího nejběžnějšího izotopu dysprosia.[1]

## Matematika
163 je:
- dvanácté příznivé prvočíslo.
- nešťastné číslo.

## Doprava
- Silnice II/163 je česká silnice II. třídy vedoucí na trase Černá v Pošumaví – Frymburk – Vyšší Brod – Dolní Dvořiště[2]

## Astronomie
- 163 Erigone je planetka hlavního pásu.

## Sport
- 163 je nejnižší počet bodů, kterého nelze v šipkách dosáhnout právě třemi hody.

## Roky
- 163
- 163 př. n. l.